# 舊金山中央地鐵
中央地鐵（英語：Central Subway）是美國舊金山輕軌T線的地下段延伸及改線工程，南起第4街與國王街（King Street）路口的加州鐵道機廠，北至舊金山華埠，此兩站之間尚於市場南地區、聯合廣場地區設有車站。中央地鐵屬於舊金山市交通局第3街輕軌計畫的二期工程（一期工程即T線路面段，已於2007年開通），該期工程完成後，T線已北延至新終點站華埠站，並預計使其在2030年後成為舊金山輕軌（Muni Metro）中載客量最多的路線。
中央地鐵完工後，替舊金山市中央的多個辦公區和人口聚集區帶來大眾運輸服務，其路線行經了舊金山地區軟體、科技企業總部聚集的市場南（SoMa）、地處金融區、商業區中心的聯合廣場及該市內人口密度最高的中國城，並將這些地方銜接至舊金山東部的米慎灣、多帕奇、 灣景獵人角及訪谷區等地。
中央地鐵工程總經費約為15億7,800萬美元，大部分來自美國聯邦大眾運輸管理局的「新启动计划」（New Starts program）的拨款。2012年10月，聯邦交管局核准了一份全額撥款協議書（Full Funding Grant Agreement）後，已有約9億4,220萬美元撥給了中央地鐵的建造工程。加州州政府、大都會交通委員會、舊金山縣交通局及舊金山政府亦資助了中央地鐵。
中央地鐵於2010年2月9日首次動土，至2012年11月後，已完成了兩項公共設施的遷移合約，並開始進行隧道鑽挖的前置工程。原先預計於2021年中完工啟用，中央地鐵最終於 2022 年 11 月 19 日開通，初時僅在周末提供華埠站和 第4街/布蘭南街站之間的班車服務。作為T 第三街線的一部分，中央地鐵於 2023 年 1 月 7 日開始提供全面服務。

## 路線規劃及設計
2008年2月，舊金山市交通局董事會票選中央地鐵的走線，最後劃出1.7英哩（2.3公里）長的路線，沿第4街、市德頓街向北延伸，共設1地上車站、3座地下車站。目前T線的走線是在第4街轉國王街（King Street）向東北，再沿舊金山灣沿岸的內河碼頭路向西北，之後往西南轉入輕軌與灣區捷運（BART）共構的市場街隧道內。中央地鐵完工後，T線列車將進行改線，從第4街在拜恩街（Bryant St）與哈理遜街（Harrison St）之間路段上、80號州際公路高架橋下的隧道口進入中央地鐵的地下新隧道。隧道終端位於市德頓街以西的哥倫布大道下方，未來保留延伸至北灘和漁人碼頭的可能性。
中央地鐵所有車站的月台只能容納兩節車廂的列車，限制了線路的運力。

### 車站
因中央地鐵而增設的4座車站如下：
- 華埠站（Chinatown Station），地下車站，位於中國城內的市德頓街與華盛頓街路口[14][15]。
- 聯合廣場／市場街站（英语：Union Square/Market Street Station），地下車站，位於市場街以北的市德頓街下方，將設置地下轉乘通道連絡跑華街站以與灣區捷運（BART）銜接。車站週邊的市場街、埃利斯街（Ellis Street）和市德頓街上均設置出口。
- 芳草地／莫斯科尼站（英语：Yerba Buena/Moscone Station），地下車站，位於第4街與克萊門提納街（Clementina Street）路口，鄰近莫斯科尼中心（英语：Moscone Center）。
- 第4街/布蘭南街站（4th & Brannan），地面車站，位於第4街與布蘭南街路口。

## 興建

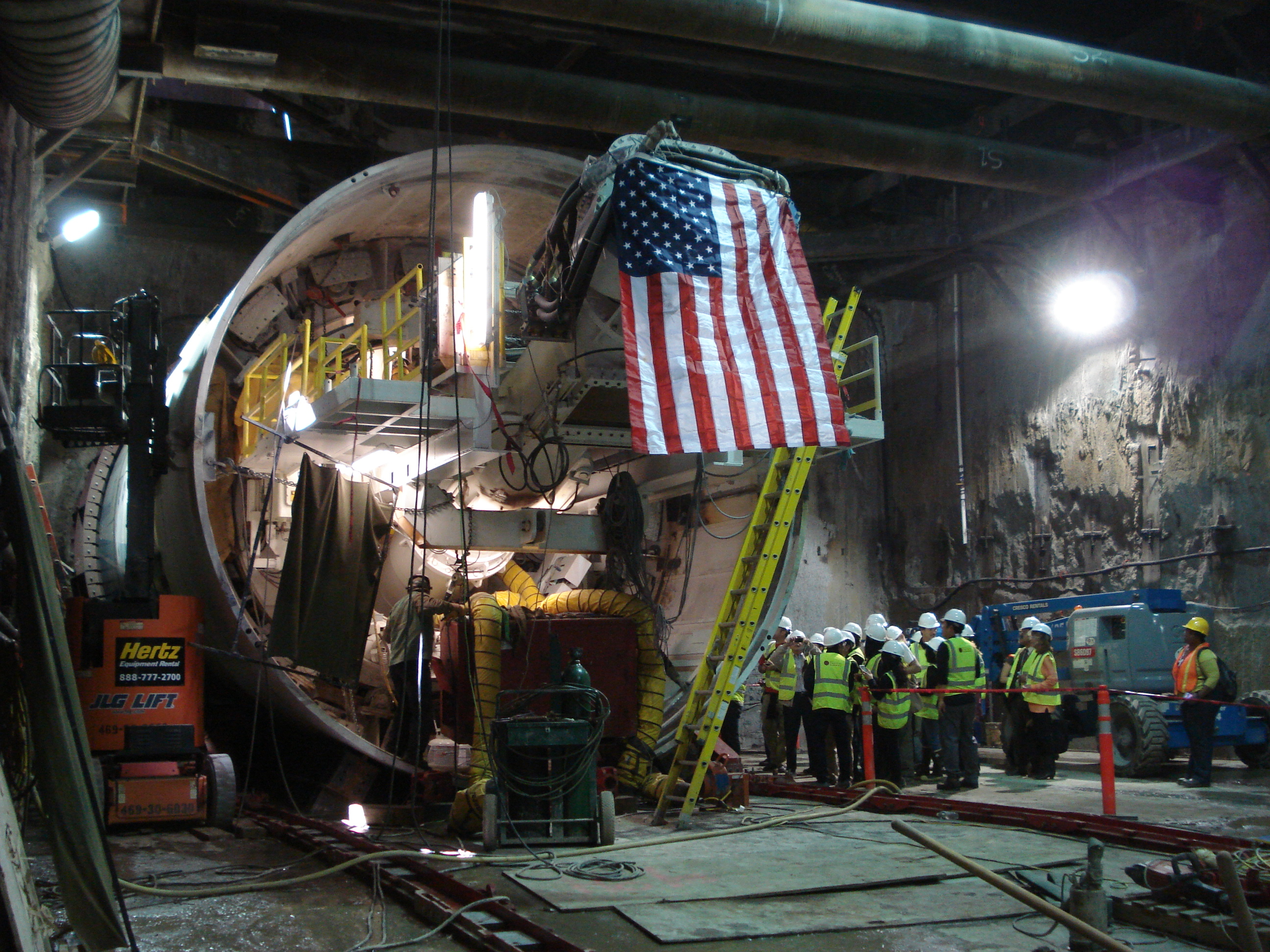
隧道施工所用的“张妈妈”盾构机

為了興建中央地鐵的行車隧道，動用了兩台隧道鑽挖機，命名為「大阿爾瑪」（Big Alma）與「張媽媽」（Mom Chung，紀念美國首位華裔女醫師張瑪珠）, 前者向南鑽挖、後者則向北推進，預計於2014年在北灘華盛頓廣場的附近從地下移出。2013年時，舊金山交通局取消將華盛頓廣場作為施工地點，改而決定拆除跑華街與哥倫布大道口、已廢棄的寶塔劇院（Pagoda Theater），其用地用以闢建開挖槽（launch box），這一度引發北灘居民間正反兩派意見對此的爭論。同年7月底，開始挖掘中央地鐵的南下隧道。

## 註解
1. ↑  . SF Examiner. October 14, 2012  [2013-08-18]. （原始内容存档于2014-08-12）.
2. ↑  Quan, Holly. . CBS SF Bay Area. December 6, 2011  [2013-08-18]. （原始内容存档于2021-02-24）.
3. ↑  . San Francisco General Plan. San Francisco Planning Department.   [5 November 2012]. （原始内容存档于2013年4月15日）.
4. ↑  . San Francisco General Plan. San Francisco Planning Department.   [5 November 2012]. （原始内容存档于2012年12月8日）.
5. ↑   (PDF). San Francisco Department of Public Health.   [5 November 2012]. （原始内容 (PDF)存档于2014-08-08）.
6. ↑  . Federal Transit Administration.   [5 November 2012]. （原始内容存档于2012年10月26日）.
7. ↑  . SFMTA.   [5 November 2012]. （原始内容存档于2016-12-12）.
8. 1 2  Cabanatuan, Michael. . SF Chronicle. July 19, 2012  [2013-08-18]. （原始内容存档于2021-03-09）.
9. ↑  . SFMTA.   [2013-08-18]. （原始内容存档于2016-12-12）.
10. ↑   (新闻稿). San Francisco Municipal Transportation Agency. September 20, 2022  [2023-07-16]. （原始内容存档于2023-08-11）.
11. ↑  Bay City News. . KNTV (NBC Owned Television Stations). January 7, 2023  [January 7, 2023]. （原始内容存档于2023-01-14）.
12. ↑  . Transbay Blog.   [21 February 2008]. （原始内容存档于2020-11-26）.
13. ↑  Eskenazi, Joe. . Mission Local. September 12, 2022  [September 15, 2022]. （原始内容存档于2023-09-25） （美国英语）.
14. ↑  Vega, Cecilia M. . SF Chronicle. February 20, 2008  [2013-08-18]. （原始内容存档于2020-11-29）.
15. ↑  . SFMTA.   [5 November 2012]. （原始内容存档于2015-09-23）.
16. ↑  .   [2013-08-24]. （原始内容存档于2016-03-09）.
17. ↑  .   [2013-08-24]. （原始内容存档于2019-08-23）.

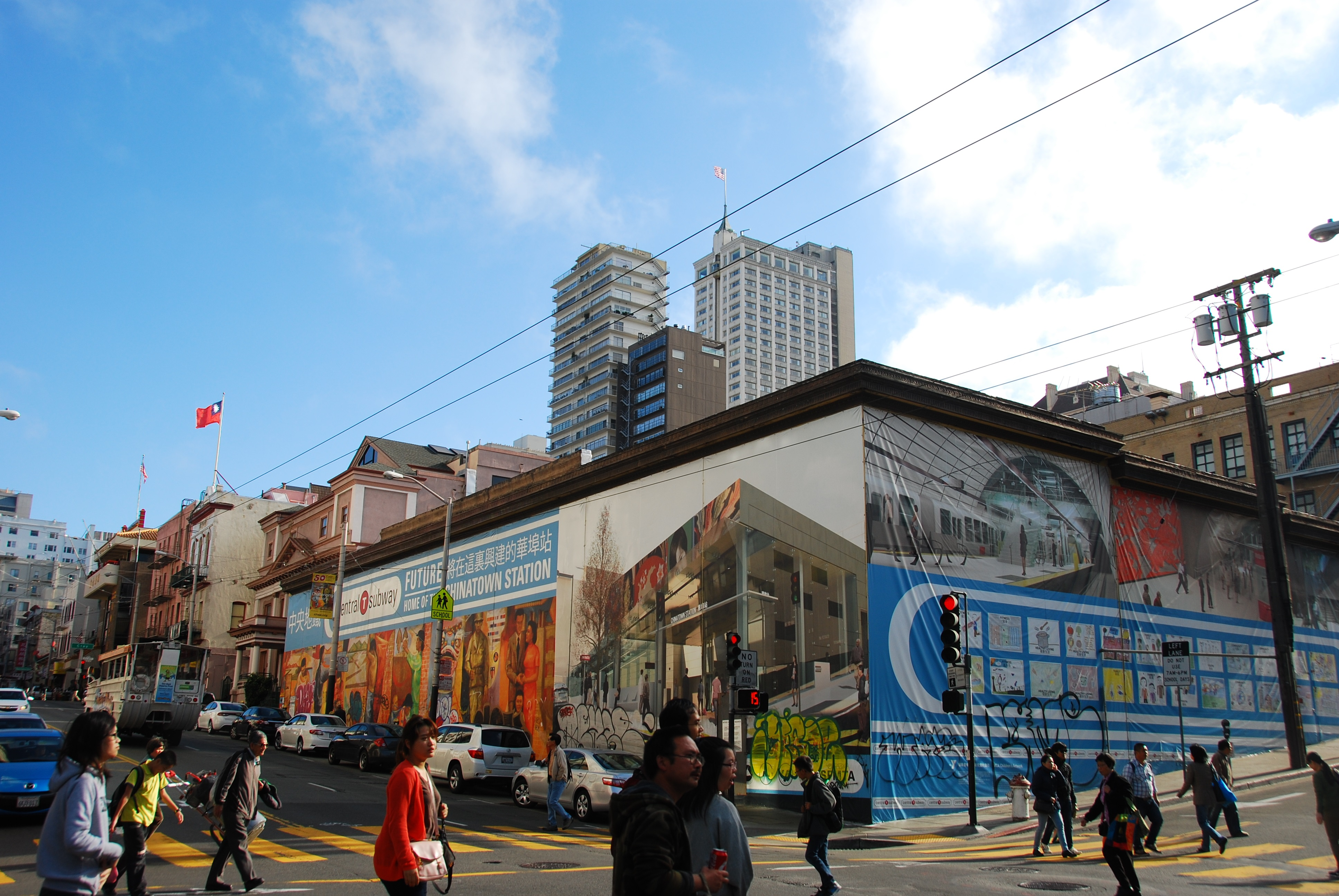
興建中的中央地鐵華埠站，牆上以英文和繁體中文寫著工程名稱

18. ↑  . Central Subway Blog. July 26, 2013  [2013-08-18]. （原始内容存档于2013-08-18）.

## 外部連結
- Central Subway - Home Page （页面存档备份，存于）
- SFCTA Central Subway （页面存档备份，存于）
- Alternatives. SFMTA.com.
- Purpose. SFMTA.com.
- Affected Environment. SFMTA.com.
- Chinatown Report （页面存档备份，存于）. SF Chronicle. June 22, 2007.
- Central Subway （页面存档备份，存于）. Fog City Journal.
- Push For Chinatown Central Subway. Amy Hollyfield, ABC (KGO-TV). March 20, 2007.
- Central Subway an Alternate Proposal （页面存档备份，存于）. RescueMuni.org.
- 中央地鐵2012年秋季中文報告 （页面存档备份，存于）